# MEMORY - 西城秀樹20歳の日記
『MEMORY - 西城秀樹20歳の日記』（メモリー さいじょうひできはたちのにっき）は、1976年1月25日に発売された西城秀樹の20歳の記念のアルバム（2枚組LP）である。

## 内容
- 1枚目は、「生いたち」からの20年間のドキュメントが、歌とナレーションで綴られている。
- 2枚目は、日本人のソロ歌手として史上初となる、1975年11月3日に日本武道館において開催された第1回リサイタルの模様がライブ録音で収録されている。

## 収録曲
RECORD-1 SIDE A
1. オープニング：ブローアップマン〜翼があれば
編曲：惣領泰則
2. 恋する季節
作詞：麻生たかし　作曲：筒美京平　編曲：高田弘
  - 全国縦断コンサートの回想
3. 若いふたりの海
作詞：たかたかし　作曲：鈴木邦彦　編曲：葵まさひこ
  - シングル「恋の約束」B面収録曲
  - 家出〜厳しいレッスン　涙のデビュー
4. チャンスは一度
作詞：たかたかし　作曲：鈴木邦彦　編曲：馬飼野康二
  - 高校時代の友人との別離
5. 情熱の嵐
作詞：たかたかし　作曲：鈴木邦彦　編曲：馬飼野康二
  - 待望のベスト・テン入り〜アクション大旋風
6. ちぎれた愛
作詞：安井かずみ　作曲・編曲：馬飼野康二
  - レコード大賞歌唱賞受賞に輝く

RECORD-1 SIDE B
1. 愛の十字架
作詞：たかたかし　作曲：鈴木邦彦　編曲：馬飼野康二
  - ヒデキの履歴書〜両親への償い
2. 薔薇の鎖（Aタイプ、Bタイプ）
原案：斎藤優子　作詞：たかたかし　作曲：鈴木邦彦　編曲：馬飼野康二
  - 本邦初公開
3. 激しい恋
作詞：安井かずみ　作曲・編曲：馬飼野康二
  - 49年夏。〜百万枚の大ヒット
4. 傷だらけのローラ
作詞：さいとう大三　作曲・編曲：馬飼野康二
  - 国際歌手への仲間入り
5. この愛のときめき
作詞：安井かずみ　作曲・編曲：あかのたちお
  - レコード大賞に三度挑戦
6. 白い教会
作詞：たかたかし　作曲：鈴木邦彦　編曲：あかのたちお
  - さよなら20歳

RECORD-2 SIDE A
1. オープニング：〜バッハのトッカータ
編曲：惣領泰則
2. 翼があれば
作詞：たかたかし　作曲・編曲：惣領泰則
  - アルバム『エキサイティング秀樹 Vol.5 - 恋の暴走/この愛のときめき』収録曲
3. 至上の愛
作詞：安井かずみ　作曲・編曲：馬飼野康二
4. 海辺の駅へ
作詞：伊藤アキラ　作曲：美樹克彦　編曲：惣領泰則
  - アルバム『エキサイティング秀樹 Vol.5 - 恋の暴走/この愛のときめき』収録曲
5. 泣かないで -If You Go Away-
作詞・作曲：J. Brel　訳詞：たかたかし　編曲：馬飼野康二
6. 夕やけ雲
作詞：落合武司　作曲・編曲：あかのたちお
  - アルバム『エキサイティング秀樹 Vol.5 - 恋の暴走/この愛のときめき』収録曲

RECORD-2 SIDE B
1. カモン・ベイビー
作詞：一の宮はじめ　作曲：芳野藤丸　編曲：惣領泰則・芳野藤丸
  - シングル『白い教会』B面収録曲
2. ファンキー・モンキー・ベイビー
作詞：大倉洋一　作曲：矢沢永吉　編曲：芳野藤丸
3. That's The Way
作詞・作曲：R. Finch　編曲：馬飼野康二
4. Try a Little Tenderness
作詞・作曲：Woods, Campbell, Connely　訳詞：一の宮はじめ　編曲：河野通雄
5. ケ・サラ -Che Sara-
作詞：F. Migllaccl　作曲：J. Fonpana, C.Pes　訳詞：岩谷時子　編曲：馬飼野康二

## 復刻盤
- 2021年12月24日発売、GOH HOTODAによるデジタルリマスタリング盤、Blu-spec CD2、紙ジャケット仕様